# Aeroportul Koumala
Aeroportul Koumala (IATA: KOL) este un aeroport din Bamingui-Bangoran, Republica Centrafricană ce deservește zona Koumala⁠(d). A fost numit după zona deservită.
Situat la o altitudine de 662 m, aeroportul dispune de o singură pistă.